# Општина Ескарсега (Кампече)
Ескарсега (шп. Escárcega) општина је у Мексику у савезној држави Кампече. Општина се налази на надморској висини од 82 м.

## Становништво
Према подацима из 2010. у општини је живело 54184 становника.

### Хронологија
| Година       | 2000                  | 2005                  | 2010                  |
| ------------ | --------------------- | --------------------- | --------------------- |
| Становништво | 50563 (25245 / 25318) | 50106 (24519 / 25587) | 54184 (26809 / 27375) |

### Попис
| \| \| м \| \| \| ж \| \| 0—2 \| 1.718 \| \| \| 1.722 \| \| 3—5 \| 1.758 \| \| \| 1.696 \| \| 6—11 \| 3.742 \| \| \| 3.556 \| \| 12—14 \| 1.974 \| \| \| 1.913 \| \| 15—17 \| 2.095 \| \| \| 1.981 \| \| 18—24 \| 3.396 \| \| \| 3.844 \| \| 60+ \| 2.247 \| \| \| 1.852 \| \| Просек : \| 26,9 \| \| \| 27,1 \| |       |  |  |       |
| |       |  |  |       |
| | м     |  |  | ж     |
| 0—2 | 1.718 |  |  | 1.722 |
| 3—5 | 1.758 |  |  | 1.696 |
| 6—11 | 3.742 |  |  | 3.556 |
| 12—14 | 1.974 |  |  | 1.913 |
| 15—17 | 2.095 |  |  | 1.981 |
| 18—24 | 3.396 |  |  | 3.844 |
| 60+ | 2.247 |  |  | 1.852 |
| Просек : | 26,9  |  |  | 27,1  |

| #   | Индикатор                                                                                        | Вредност |
| --- | ------------------------------------------------------------------------------------------------ | -------- |
| 1   | Становништво од 0 до 2 године                                                                    | 3440     |
| 2   | Мушко становништво од 0 до 2 године                                                              | 1718     |
| 3   | Женско становништво од 0 до 2 године                                                             | 1722     |
| 4   | Становништво са 3 и више година                                                                  | 50609    |
| 5   | Мушко становништво са 3 и више година                                                            | 25024    |
| 6   | Женско становништво са 3 и више година                                                           | 25585    |
| 7   | Становништво са 5 и више година                                                                  | 48297    |
| 8   | Мушко становништво са 5 и више година                                                            | 23862    |
| 9   | Женско становништво са 5 и више година                                                           | 24435    |
| 10  | Становништво са 12 и више година                                                                 | 39857    |
| 11  | Мушко становништво са 12 и више година                                                           | 19524    |
| 12  | Женско становништво са 12 и више година                                                          | 20333    |
| 13  | Становништво са 15 и више година                                                                 | 35970    |
| 14  | Мушко становништво са 15 и више година                                                           | 17550    |
| 15  | Женско становништво са 15 и више година                                                          | 18420    |
| 16  | Становништво са 18 и више година                                                                 | 31894    |
| 17  | Мушко становништво са 18 и више година                                                           | 15455    |
| 18  | Женско становништво са 18 и више година                                                          | 16439    |
| 19  | Становништво од 3 до 5 година                                                                    | 3454     |
| 20  | Мушко становништво од 3 до 5 година                                                              | 1758     |
| 21  | Женско становништво од 3 до 5 година                                                             | 1696     |
| 22  | Становништво од 6 до 11 година                                                                   | 7298     |
| 23  | Мушко становништво од 6 до 11 година                                                             | 3742     |
| 24  | Женско становништво од 6 до 11 година                                                            | 3556     |
| 25  | Становништво од 8 до 14 година                                                                   | 8862     |
| 26  | Мушко становништво од 8 до 14 година                                                             | 4547     |
| 27  | Женско становништво од 8 до 14 година                                                            | 4315     |
| 28  | Становништво од 12 до 14 година                                                                  | 3887     |
| 29  | Мушко становништво од 12 до 14 година                                                            | 1974     |
| 30  | Женско становништво од 12 до 14 година                                                           | 1913     |
| 31  | Становништво од 15 до 17 година                                                                  | 4076     |
| 32  | Мушко становништво од 15 до 17 година                                                            | 2095     |
| 33  | Женско становништво од 15 до 17 година                                                           | 1981     |
| 34  | Становништво од 18 до 24 године                                                                  | 7240     |
| 35  | Мушко становништво од 18 до 24 године                                                            | 3396     |
| 36  | Женско становништво од 18 до 24 године                                                           | 3844     |
| 37  | Женско становништво од 15 до 49 година                                                           | 14749    |
| 38  | Становништво са 60 и више година                                                                 | 4099     |
| 39  | Мушко становништво са 60 и више година                                                           | 2247     |
| 40  | Женско становништво са 60 и више година                                                          | 1852     |
| 41  | Однос између мушкараца и жена                                                                    | 97.93    |
| 42  | Становништво од нуле до 14 година                                                                | 18079    |
| 43  | Становништво од 15 до 64 године                                                                  | 33102    |
| 44  | Становништво од 65 година и више                                                                 | 2868     |
| 45  | Просечан број деце                                                                               | 2.73     |
| 46  | Становништво рођено у ентитету                                                                   | 38316    |
| 47  | Мушко становништво рођено у ентитету                                                             | 18929    |
| 48  | Женско становништво рођено у ентитету                                                            | 19387    |
| 49  | Становништво рођено у другом ентитету                                                            | 15420    |
| 50  | Мушко становништво рођено у другом ентитету                                                      | 7645     |
| 51  | Женско становништво рођено у другом ентитету                                                     | 7775     |
| 52  | Становништво од 5 година и више резидентно у ентитету у јуну 2005. године                        | 45355    |
| 53  | Мушко становништво старосног доба од 5 година и више, резидентно у ентитету у јуну 2005. године  | 22175    |
| 54  | Женско становништво старосног доба од 5 и више година, резидентно у ентитету у јуну 2005. године | 23180    |
| 55  | Становништво од 5 година и више које је живело у другом ентитету у јуну 2005. године             | 2133     |
| 56  | Мушко становништво старије од 5 година које је живело у другом ентитету у јуну 2005. године      | 1092     |
| 57  | Женско становништво старије од 5 година које је живело у другом ентитету у јуну 2005. године     | 1041     |
| 58  | Становништво од 3 године и више које говори аутохтони језик                                      | 3072     |
| 59  | Мушко становништво старо 3 године и више које говори аутохтони језик                             | 1642     |
| 60  | Женско становништво старо 3 године и више које говори аутохтони језик                            | 1430     |
| 61  | Становништво од 3 године и више које говори аутохтони језик и не говори шпански језик            | 45       |
| 62  | Мушко становништво старо 3 године и више које говори аутохтони језик и не говори шпански         | 15       |
| 63  | Женско становништво старо 3 године и више које говори аутохтони језик и не говори шпански језик  | 30       |
| 64  | Становништво старо 3 године и више које говори аутохтони језик и шпански                         | 2878     |
| 65  | Мушко становништво старо 3 године и више које говори аутохтони језик и шпански                   | 1551     |
| 66  | Женско становништво старо 3 године и више које говори аутохтони језик и шпански                  | 1327     |
| 67  | Становништво од 5 година и више које говори аутохтони језик                                      | 3034     |
| 68  | Становништво од 5 година и више које говори аутохтони језик и не говори шпански језик            | 43       |
| 69  | Становништво од 5 година и више које говори аутохтони језик и говори шпански језик               | 2845     |
| 70  | Становништво у домородачким домаћинствима                                                        | 7365     |
| 71  | Становништво са ограничењима у активностима                                                      | 2330     |
| 72  | Становништво са ограниченим ходањем или кретањем, горе или доле                                  | 1195     |
| 73  | Становници са ограничењима вида, чак и уз кориштење сочива                                       | 665      |
| 74  | Становништво са ограничењима говора, комуникације или конверзације                               | 266      |
| 75  | Становништво са ограниченим слухом                                                               | 235      |
| 76  | Становништво са ограничењима при одевању, купању или јелу                                        | 98       |
| 77  | Становништво са ограничењима у опажању или учењу једноставних ствари                             | 151      |
| 78  | Становништво са менталним ограничењима                                                           | 250      |
| 79  | Становништво без ограничења активности                                                           | 51562    |
| 80  | Становништво од 3 до 5 година које не похађа школу                                               | 1655     |
| 81  | Мушко становништво од 3 до 5 година које не похађа школу                                         | 845      |
| 82  | Женско становништво од 3 до 5 година које не похађа школу                                        | 810      |
| 83  | Становништво од 6 до 11 година које не похађа школу                                              | 271      |
| 84  | Мушко становништво од 6 до 11 година које не похађа школу                                        | 155      |
| 85  | Женско становништво од 6 до 11 година које не похађа школу                                       | 116      |
| 86  | Становништво од 12 до 14 година које не похађа школу                                             | 335      |
| 87  | Мушко становништво од 12 до 14 година које не похађа школу                                       | 177      |
| 88  | Женско становништво од 12 до 14 година које не похађа школу                                      | 158      |
| 89  | Становништво од 15 до 17 година похађа школу                                                     | 2566     |
| 90  | Мушко становништво од 15 до 17 година похађа школу                                               | 1309     |
| 91  | Женско становништво између 15 и 17 година живота у школи                                         | 1257     |
| 92  | Становништво од 18 до 24 године похађа школу                                                     | 1508     |
| 93  | Мушко становништво од 18 до 24 године похађа школу                                               | 705      |
| 94  | Женско становништво од 18 до 24 године похађа школу                                              | 803      |
| 95  | Становништво од 8 до 14 година које не може да чита и пише                                       | 422      |
| 96  | Мушко становништво старосног доба од 8 до 14 година које не може да чита и пише                  | 283      |
| 97  | Женско становништво старосног доби од 8 до 14 година које не може да чита и пише                 | 139      |
| 98  | Становништво од 15 година и више које је неписмено                                               | 4306     |
| 99  | Мушко становништво од 15 година и више које је неписмено                                         | 1814     |
| 100 | Женско становништво од 15 година и више које је неписмено                                        | 2492     |
| 101 | Становништво старо 15 и више година без школовања                                                | 4633     |
| 102 | Мушко становништво старо 15 и више година без школовања                                          | 2079     |
| 103 | Женско становништво старо 15 и више година без школовања                                         | 2554     |
| 104 | Становништво старосног доба 15 и више година са непотпуним основним образовањем                  | 6591     |
| 105 | Мушко становништво старосног доба од 15 година и више са непотпуном основним образовањем         | 3353     |
| 106 | Женско становништво старосног доба 15 и више година са непотпуном основним образовањем           | 3238     |
| 107 | Становништво старо 15 и више година са комплетним основним образовањем                           | 5816     |
| 108 | Мушко становништво старо 15 година и више са комплетним основним образовањем                     | 2874     |
| 109 | Женско становништво старо 15 и више година са комплетним основним образовањем                    | 2942     |
| 110 | Становништво старосног доба 15 и више година са непотпуним средњим образовањем                   | 2318     |
| 111 | Мушко становништво старосног доба од 15 година и више са непотпуним средњим образовањем          | 1264     |
| 112 | Женско становништво старосног доба од 15 година и више са непотпуним средњим образовањем         | 1054     |
| 113 | Становништво старо 15 и више година са пуним секундарном образовањем                             | 8678     |
| 114 | Мушко становништво старосног доба од 15 година и више са пуним секундарном образовањем           | 4053     |
| 115 | Женско становништво старосног доба од 15 година и више са пуним секундарном образовањем          | 4625     |
| 116 | Становништво старије од 18 година са постосновним образовањем                                    | 7004     |
| 117 | Мушко становништво старије од 18 година са постосновним образовањем                              | 3513     |
| 118 | Женско становништво старије од 18 година са постосновним образовањем                             | 3491     |
| 119 | Просечна оцена школовања                                                                         | 6.98     |
| 120 | Просечан ниво образовања мушке популације                                                        | 7.04     |
| 121 | Просечан ниво образовања женског становништва                                                    | 6.92     |
| 122 | Економски активно становништво                                                                   | 19450    |
| 123 | Економски активна мушка популација                                                               | 14681    |
| 124 | Економски активна женска популација                                                              | 4769     |
| 125 | Становништво које није економски активно                                                         | 20247    |
| 126 | Мушко становништво које није економски активно                                                   | 4735     |
| 127 | Женско становништво које није економски активно                                                  | 15512    |
| 128 | Запослено становништво                                                                           | 18869    |
| 129 | Запослено мушко становништво                                                                     | 14170    |
| 130 | Запослено женско становништво                                                                    | 4699     |
| 131 | Незапослена популација                                                                           | 581      |
| 132 | Незапослена мушка популација                                                                     | 511      |
| 133 | Незапослена женска популација                                                                    | 70       |
| 134 | Становништво без права на здравствене услуге                                                     | 11986    |
| 135 | Становништво које има право на здравствене услуге                                                | 42028    |
| 136 | Становништво које има право на ИМСС                                                              | 6535     |
| 137 | Становништво које има право на социјално осигурање                                               | 2346     |
| 138 | Становништво које има право на државно социјално осигурање                                       | 55       |
| 139 | Становништво које има право на опште осигурање или здравствено осигурање за нову генерацију      | 32336    |
| 140 | Становништво које је било једном или није било у браку током 12 година и више                    | 13868    |
| 141 | Венчано или уједињено становништво од 12 година и више                                           | 22386    |
| 142 | Становништво које је било у браку или уједињено 12 година и више                                 | 3547     |
| 143 | Становништво са католичком религијом                                                             | 29059    |
| 144 | Протестанти, еванђелисти и библијски следбеници различити од еванђелиста                         | 14330    |
| 145 | Становништво са другим религијама различитим од претходних                                       | 11       |
| 146 | Становништво без религије                                                                        | 10373    |
| 147 | Укупно пописаних домаћинства                                                                     | 13299    |
| 148 | Пописна домаћинства на челу са мушкарцима                                                        | 10322    |
| 149 | Пописна домаћинства на челу са женама                                                            | 2977     |
| 150 | Становништво у пописним домаћинствима                                                            | 54037    |
| 151 | Становништво у пописним домаћинствима на челу са мушкарцима                                      | 43393    |
| 152 | Становништво у пописним домаћинствима на челу са женама                                          | 10644    |
| 153 | Укупно домаћинстава                                                                              | 16365    |
| 154 | Укупно насељених домаћинстава                                                                    | 13339    |
| 155 | Укупно приватних кућа                                                                            | 16325    |
| 156 | Насељени приватни домови                                                                         | 13299    |
| 157 | Укупно насељених приватних кућа                                                                  | 13337    |
| 158 | Ненасељене приватне куће                                                                         | 1996     |
| 159 | Појединачна домаћинства за привремену употребу                                                   | 1030     |
| 160 | Становници у насељеним приватним кућама                                                          | 54037    |
| 161 | Насељеност станара у приватним становима                                                         | 4.06     |
| 162 | Просечно становника по соби у приватним насељеним домаћинствима                                  | 1.55     |
| 163 | Појединачна домаћинства са подовима од различитих материјала од земље                            | 12262    |
| 164 | Појединачна домаћинства у приземљу                                                               | 994      |
| 165 | Појединачна домаћинства са једном спаваћом собом                                                 | 7751     |
| 166 | Појединачна домаћинства са две спаваће собе и више                                               | 5527     |
| 167 | Појединачна домаћинства са једним собом                                                          | 3776     |
| 168 | Појединачна домаћинства са две собе                                                              | 3116     |
| 169 | Појединачна домаћинства са 3 собе и више                                                         | 6378     |
| 170 | Појединачна домаћинства која имају електрично светло                                             | 12665    |
| 171 | Појединачна домаћинства која немају електрично светло                                            | 610      |
| 172 | Појединачна домаћинства која имају водоводну воду у стамбеном простору                           | 12601    |
| 173 | Појединачна домаћинства која немају водоводну воду у стамбеном простору                          | 662      |
| 174 | Појединачна домаћинства која имају тоалет                                                        | 12050    |
| 175 | Појединачна домаћинства која имају канализацију                                                  | 11015    |
| 176 | Појединачна домаћинства која немају канализацију                                                 | 2206     |
| 177 | Појединачна домаћинства која имају електрично светло, довод воде из јавне мреже и канализацију   | 10614    |
| 178 | Појединачна домаћинства без икаквих услова                                                       | 958      |
| 179 | Појединачна домаћинства која имају радио                                                         | 5976     |
| 180 | Појединачна домаћинства која имају телевизор                                                     | 11392    |
| 181 | Појединачна домаћинства која имају фрижидер                                                      | 9721     |
| 182 | Појединачна домаћинства која имају машину за веш                                                 | 8012     |
| 183 | Појединачна домаћинства која имају аутомобил или комби                                           | 3181     |
| 184 | Појединачна домаћинства која имају рачунар                                                       | 1678     |
| 185 | Појединачна домаћинства која имају фиксну телефонску линију                                      | 2227     |
| 186 | Појединачна домаћинства која имају мобилни телефон                                               | 7110     |
| 187 | Појединачна домаћинства која имају приступ интернету                                             | 848      |